# ノウサギ属
ノウサギ属（ノウサギぞく、学名：Lepus）は、ウサギ目ウサギ科の属。

## 分布
アフリカ大陸、北アメリカ大陸、ユーラシア大陸、日本に分布する。
ノウサギ属のうち、日本には、本州、四国、九州などにニホンノウサギ、北海道にエゾユキウサギ（別種ユキウサギの亜種）が分布する。

## 形態
最大種はヤブノウサギで体長50-76センチメートルとウサギ科最大種。背面は褐色、腹面は淡色や白の毛衣で被われる。

## 分類

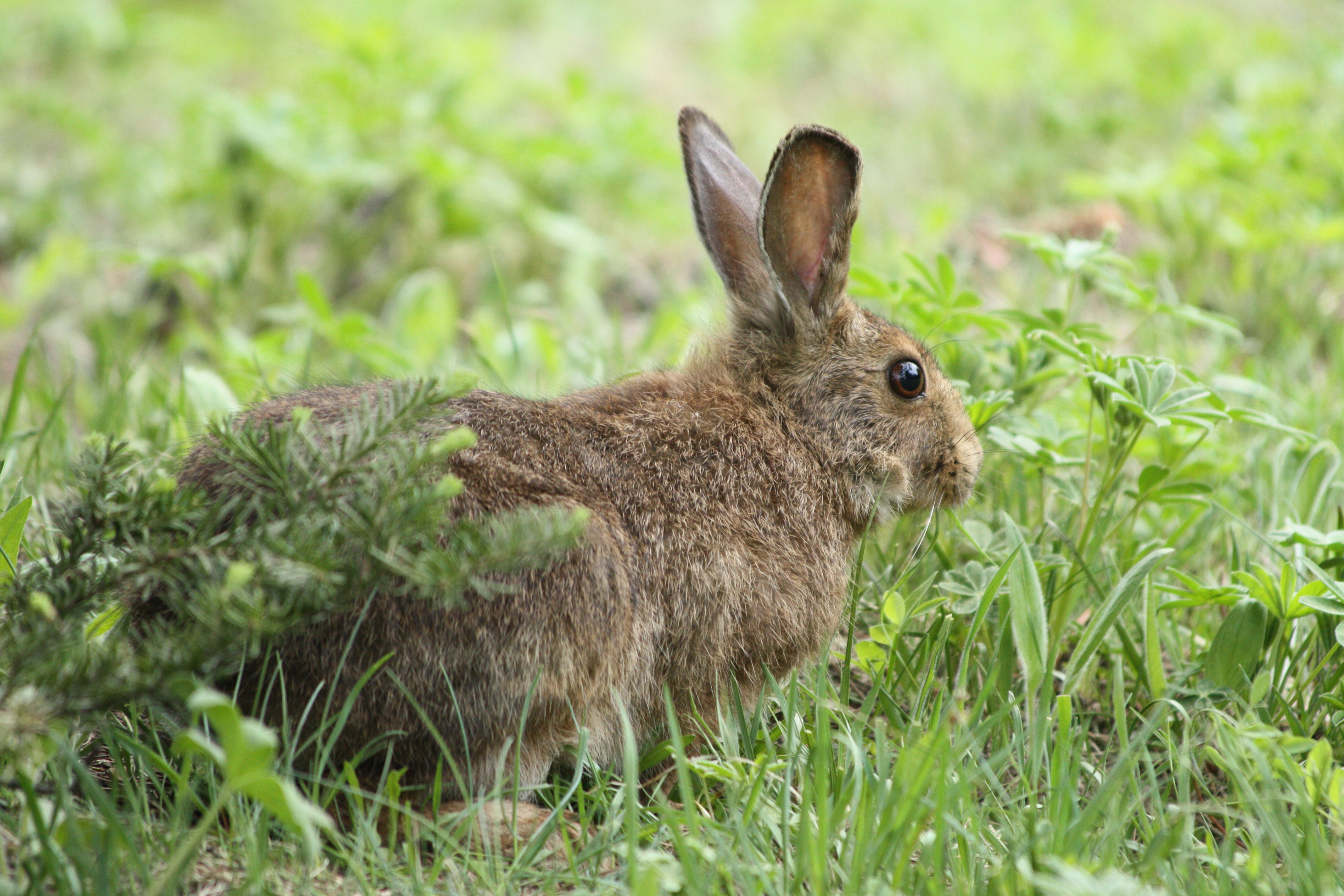
カンジキウサギ
Lepus americanus

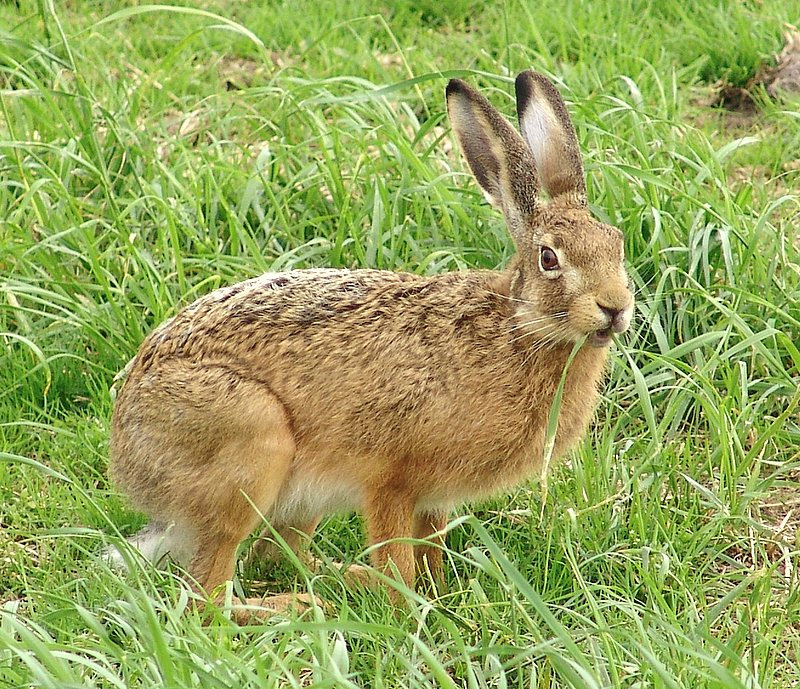
ヤブノウサギ
Lepus europaeus

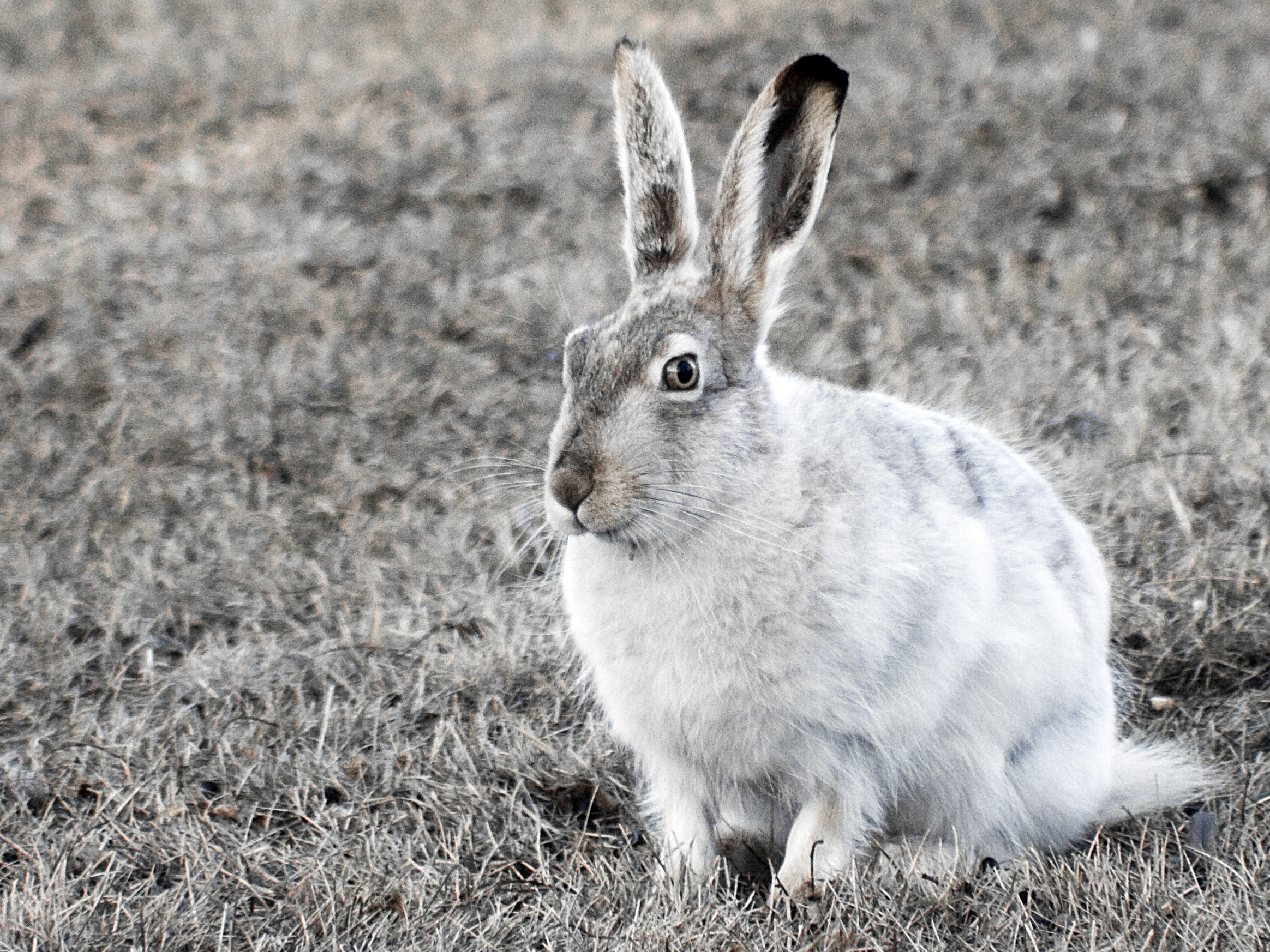
オジロジャックウサギ
Lepus townsendii

- Lepus alleni　アンテロープジャックウサギ　Antelope jackrabbit
- Lepus americanus　カンジキウサギ　Snowshoe hare
- Lepus brachyurus　ニホンノウサギ　Japanese hare
- Lepus californicus　オグロジャックウサギ　Black-tailed jackrabbit
- Lepus callotis　シロワキジャックウサギ　White-sided jackrabbit
- Lepus capensis　ケープノウサギ　Cape hare
- Lepus comus　Yunnan hare
- Lepus coreanus　Korean hare
- Lepus corsicanus　Corsican hare
- Lepus crawshayi　キタサバンナノウサギ
- Lepus europaeus　ヤブノウサギ (ヨーロッパノウサギ) European hare
- Lepus flavigularis　テワンテペクジャックウサギ　Tehuantepec jackrabbit
- Lepus insularis　クロジャックウサギ　Black jackrabbit
- Lepus mandschuricus　マンシュウノウサギ　Manchurian hare
- Lepus microtis　African Savanna hare
- Lepus nigricollis　インドノウサギ　Indian hare
- Lepus oiostolus　チベットノウサギ　Woolly hare
- Lepus othus　Alaskan hare
- Lepus peguensis　ビルマノウサギ　Burmese hare
- Lepus saxatilis　アカクビノウサギ　Scrub hare
- Lepus sinensis　シナノウサギ　Chinese hare
- Lepus starcki　エチオピアノウサギ　Ethiopian hare
- Lepus timidus　ユキウサギ　Mountain hare
- Lepus tolai　Tolai hare
- Lepus townsendii　オジロジャックウサギ　White-tailed jackrabbit
- Lepus whytei　ミナミサバンナノウサギ
- Lepus yarkandensis　ヤルカンドノウサギ　Yarkand hare

## 生態
開けた草原や森林、農耕地などに生息する。主に単独で生活する。地表棲だが、地面に空いた穴を利用したり砂漠や寒冷地では地面（雪）に穴を掘る種もいる。危険を感じると素早く逃げることが多いが、茂みの中に隠れることもある。
食性は植物食で、主に草を食べるが、木の枝、樹皮なども食べる。
繁殖形態は胎生。高緯度地方に分布する種は年に数回、低緯度地方に分布する種は周年繁殖する。1回に1-9頭の幼獣を産む。
上顎の臼歯は左右に6本ずつある。

## 人間との関係
農作物や植林の苗木を食害する害獣とみなされることもある。
開発による生息地の減少などにより生息数は減少している種もいる。